# Лука Бадер
Лука Бадер (итал. Luca Badoer; 25. јануар 1971) бивши је италијански аутомобилиста и возач формуле 1, гдје је возио за Скудерија Италију, Минарди и Форти гран при у периоду између 1993 и 1999, док се, након 10 година, вратио у формулу 1 2009, када је био тест возач за Ферари, а наступио је и на двије трке умјесто повријеђеног Фелипеа Масе. Маса се повриједио током квалификација за Велику награду Мађарске 2009, након чега је Бадер возио на Великој награди Европе и Великој награди Белгије, јер се првобитна Масина замјена — Михаел Шумахер, такође повриједио.
До октобра 2019, Бадер држи рекорд са највише вожених трка (50) и највише одвезених кругова (2364) без освојеног иједног поена, мада је на већини трка које је возио прије повратка 2009, поене добијало само шест возача. По систему који се користи од 2010, освојио би 26 поена у каријери. Био је близу освајања првог поена на Великој награди Европе 1999, када се налазио на четвртом мјесту 13 кругова прије краја, након чега му је отказао мјењач.

## Каријера у Формули 1
Лука Бадер је возио своји прву Формула 1 трку на ВН Јужне Африке 1993. године.
У периоду 1993. до 1999. возио је укупно 4 сезоне и преко 50 трка, али ни једном није успео да освоји поене.
2009.
Након 10 година паузе, Лука Бадер се вратио на трке на ВН Европе 2009. године у Валенсији. Томе је претходила повреда Фелипеа Масе на квалификацијама за ВН Мађарске. Говорило се да ће Масу заменити Михаел Шумахер, али је он после тестова, одустао од тога. Бадер је свој повратак започео неславно, освојивши последње место у квалификацијама. То је први пут да возач Ферарија заврши на последњем месту у дугој историји тог клуба.